# ベルトルト2世 (ケルンテン公)

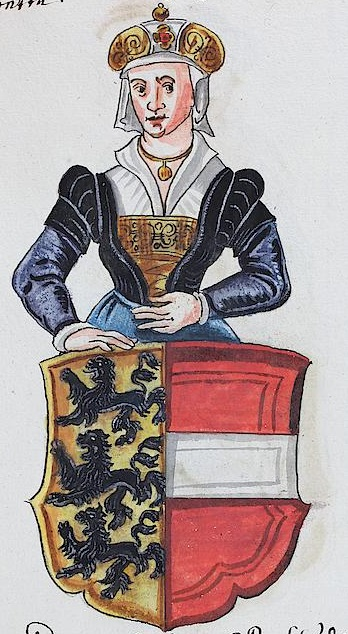
ベルトルト2世の妃リヒヴァラ

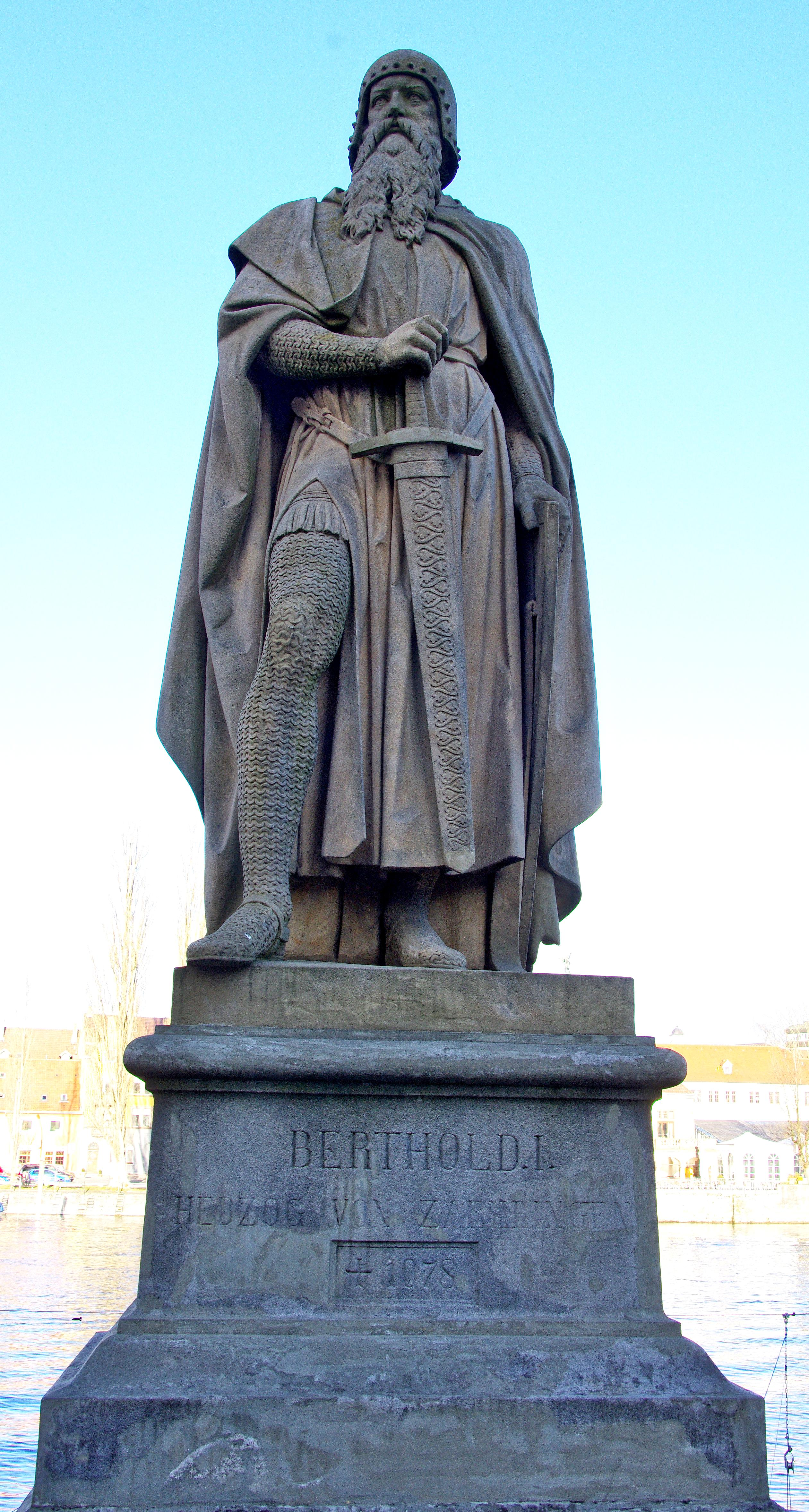
19世紀につくられたベルトルト2世像（コンスタンツ）

ケルンテン公ベルトルト2世（Berthold II., Herzog von Kärnten, 1000年頃 - 1078年11月6日）またはベルトルト1世・フォン・ツェーリンゲン（Berthold I. von Zähringen）は、シュヴァーベン貴族のツェーリンゲン家の家祖で、ケルンテン公およびヴェローナ辺境伯（在位：1061年 - 1077年）。

## 生涯
ベルトルト2世は、ベルトルト（ベツェリン）・フォン・フィリンゲン（1024年没）の子孫と考えられている。ベルトルト・フォン・フィリンゲンはシュヴァーベン貴族でブライスガウの伯であり、アハロルフィング家の親族であった。初期のツェーリンゲン家はザクセン朝の皇帝と親密な関係にあった。ベルトルト・フォン・フィリンゲンの息子ビルヒティロ（Birchtilo）伯は、998年に皇帝オットー3世の命に従い、貴族の中でも対立教皇ヨハネス16世に対する捕縛と暴行に関与した。ベルトルト2世の母方に関しては、恐らくホーエンシュタウフェン家の親族で、オルテナウ、トゥールガウ、ブライスガウおよびバールを支配したシュヴァーベンの伯の一族であった。
ベルトルトはたちまちのうちにシュヴァーベンで最も有力な伯の一人にのし上がり、ザーリアー朝の皇帝ハインリヒ3世はベルトルトに対し、当時オットー・フォン・シュヴァインフルトが保持していたシュヴァーベン公位を与えることを約束していた。しかし1057年の皇帝の死後、ハインリヒ3世の寡婦アグネス・フォン・ポワトゥーはシュヴァーベン公位と領地をルドルフ・フォン・ラインフェルデンに与えてしまった。ベルトルトはシュヴァーベン公位をあきらめる代わりに、1061年にエッツォ家のケルンテン公コンラート3世が死去した後、ケルンテン公位とヴェローナ辺境伯位を受け取った。この結果、ツェーリンゲン家は帝国諸侯の家門にのし上がることができた。
ベルトルトはツェーリンゲン家で唯一のケルンテン公である。ケルンテンおよびヴェローナでは、前任者のエッツォ家と同様に、よそ者とみなされ在地貴族に受け入れられることがなかった。同時代の年代記編者ランペルト・フォン・ヘルスフェルトによると、1072年または1073年に廃位を宣告されたという。さらに、ベルトルトは叙任権闘争の際にドイツ王ハインリヒ4世と不仲となり、1077年のカノッサの屈辱の後、バイエルン公ヴェルフ1世と共に、以前対立していたルドルフ・フォン・ラインフェルデンを対立王として擁立した。そこでハインリヒ4世はウルムにおいて帝国議会を招集し、そこでベルトルトのケルンテン公領を取り上げ、リウトルト・フォン・エッペンシュタインに与えた。リウトルトの祖父アダルベロは1035年までケルンテン公であった。
ベルトルトはシュヴァーベンの所領に隠棲したが、そこでは何度もハインリヒ4世からの攻撃を撃退しなければならなかった。ベルトルトは翌年、リンブルク城で死去し、ヒルシャウ修道院に埋葬された。ヒルシャウ修道院は、院長のヴィルヘルムによる修道院教会の建設をベルトルトが支援した場所であった。

## 子女
ベルトルトは、ザーリアー家のケルンテン公コンラート2世の親族とみられるリヒヴァラと結婚した。少なくとも3人の息子と2人の娘がいる。
- ヘルマン1世（1040年頃 - 1074年） - ヴェローナ辺境伯を名乗る。後のバーデン辺境伯家の家祖。
- ベルトルト2世（1050年頃 - 1111年） - フリードリヒ1世に対するシュヴァーベン対立公（1092年 - 1098年）[3]、後にツェーリンゲン公
- ゲープハルト（1050年頃 - 1110年） - コンスタンツ司教（1084年 - 1110年）[3]
- リウトガルト（1119年頃没） - ノルトガウ辺境伯ディーポルト・フォン・フォーブルクと結婚、ディーポルト3世の母でありフリードリヒ1世の最初の妃アーデルハイトの祖母。
- リヒンツァ - フリッキンゲン伯ルドルフと結婚、次にヘルフェンシュタイン家の祖であるルートヴィヒ・フォン・ジグマリンゲンと結婚

2度目に、スカルポン家のモンベリアル伯ティエリー1世の妹ベアトリスと結婚した。
最終的に、1098年頃にホーエンシュタウフェン家のフリードリヒ1世との合意により、ツェーリンゲン家は「ツェーリンゲン公」の位を保持することとなり、公爵家としての地位を保持することができた。また、1112年にヘルマン1世の息子ヘルマン2世がバーデン辺境伯となった。